# Rue de Châtillon
La rue de Châtillon est une voie du 14e arrondissement de Paris, en France.

## Situation et accès
Cette voie, longue de 270 m et de moindre largeur de 15 m, débute aux nos 18, 22, avenue Jean-Moulin et finit au no 43, rue des Plantes.

## Origine du nom

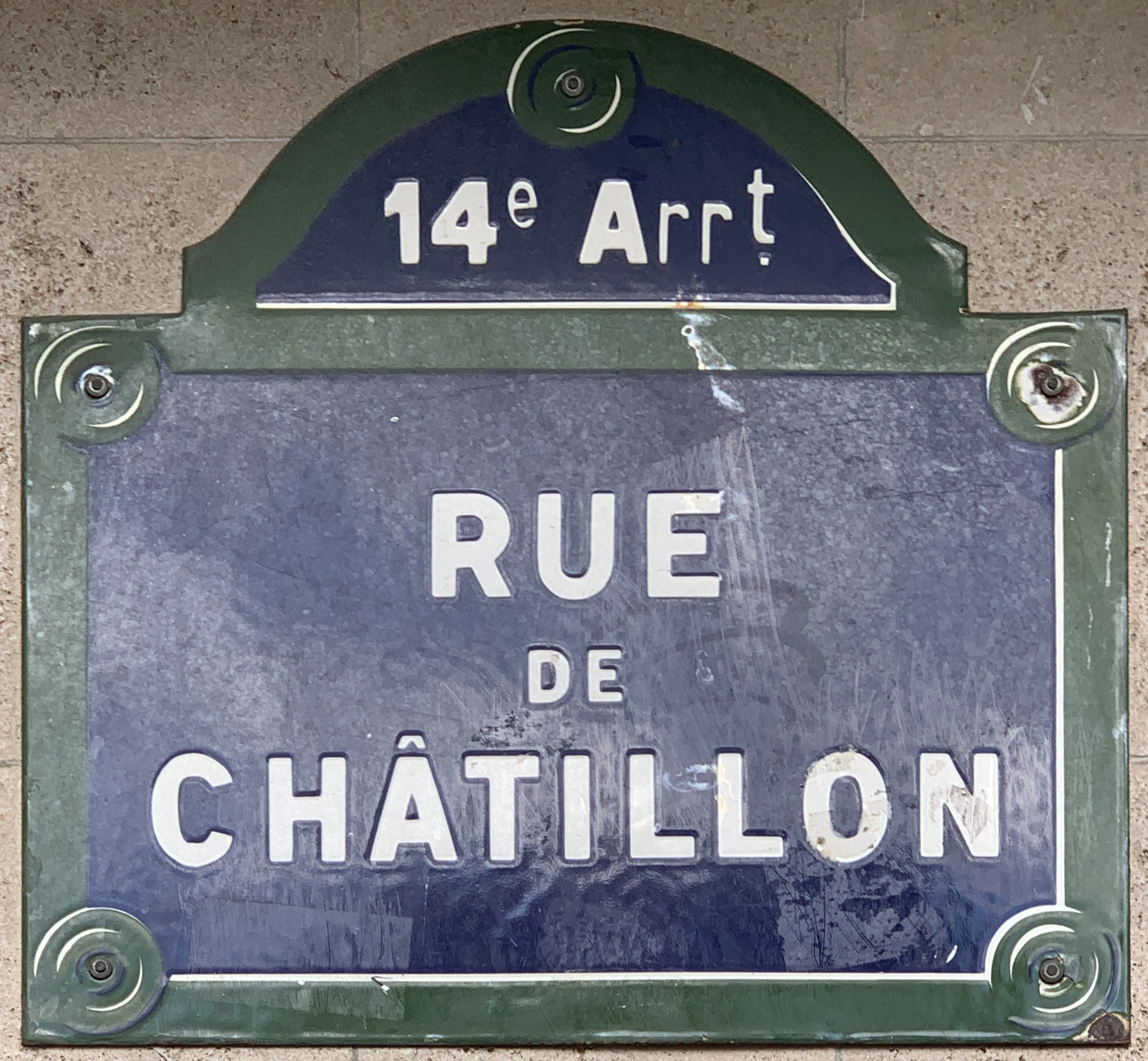
Plaque de la rue.

Elle porte ce nom en raison de son voisinage de l'ancienne avenue de Châtillon (actuelle avenue Jean-Moulin) qui menait à Châtillon.

## Historique.
La rue de Châtillon est une ancienne impasse du secteur des horticulteurs du Petit-Montrouge, territoire de la commune de Montrouge englobé dans Paris en 1860. Annexée par Paris sous la dénomination « impasse Marais », elle est renommée « impasse de Châtillon » le 1er février 1877, avant de prendre le nom de « rue de Châtillon » par arrêté du 3 février 1954.
Contrairement à l'impasse du Rouet voisin et d'autres anciennes petites voies des alentours, elle n'a pas conservé son pavage ancien.

## Bâtiments remarquables et lieux de mémoire
Au XXe siècle plusieurs artistes élisent domicile et installent leurs ateliers dans la rue de Châtillon.
- no 1 : emplacement de l'ancienne maison familiale de l'artiste Armand Langlois (né en 1947) et de son épouse Janie : une ancienne ferme transformée en entrepôt[réf. nécessaire] ;
- no 3 et 3bis : ancienne adresse de l'imprimerie Henry Maillet ;
- no 4 : atelier, dans les années 1950, du peintre, graveur et sculpteur espagnol Antoni Clavé (1913-2005) ; remplacé par une partie de l'immeuble contemporain (1993[2]) à usage mixte de logements, bureaux et commerces portant les nos 2 et 4 et 18, avenue Jean-Moulin.
- Nos 16-18 : jardin de Châtillon, espace vert de 1 750 m2.